# Шель, Виктор Иванович
Виктор Иванович Шель (23 августа 1951, Кемерово — 16 августа 2022, Германия) — советский футболист, полузащитник и нападающий, советский и российский футбольный тренер.

## Биография
Воспитанник кемеровского футбола, тренер — Александр Николаевич Горбачёв. Играл за юношескую сборную СССР. На взрослом уровне дебютировал в составе «Кузбасса» в 17-летнем возрасте, в сезоне 1968 года во второй группе класса «А», сыграв 4 матча.
В 1969 году перешёл в московский «Локомотив». Дебютный матч в высшей лиге сыграл 25 апреля 1969 года против «Пахтакора», вышел на замену в перерыве, а на 65-й минуте забил свой первый гол. Всего за сезон сыграл 21 матч, забив 3 гола, а его команда вылетела из высшей лиги.
В 1970 году вернулся в «Кузбасс», где выступал до конца карьеры. Всего за 12 сезонов в команде сыграл более 330 матчей, забив 35 голов, большую часть из них — в первой лиге. В 1970 и 1972 годах становился победителем зональных турниров второй лиги, в 1972 году — также победителем финального турнира второй лиги и чемпионом РСФСР. В 1977 году принял участие в легендарном матче против московского «Спартака» (4:0), в котором сделал две голевые передачи.
После окончания игровой карьеры много лет работал детским тренером в группе подготовки футболистов «Кузбасса». В 1997 году (по другим данным, в 1996—1997) возглавлял основную команду «Кузбасса».
В дальнейшем эмигрировал в Германию (г. Эйзенах).
Умер 16 августа 2022 года в Германии от сердечной недостаточности.

## Личная жизнь
Брат Александр (род. 1957) тоже был футболистом, выступал за «Кузбасс» и ряд других клубов.